# Rio Muquilão
Rio Muquilão är ett vattendrag i Brasilien.   Det ligger i delstaten Paraná, i den södra delen av landet, 1 000 km söder om huvudstaden Brasília.
Omgivningarna runt Rio Muquilão är huvudsakligen savann. Runt Rio Muquilão är det glesbefolkat, med 15 invånare per kvadratkilometer.